# Imre Antal
Imre Antal (31 de julio de 1935 – 15 de abril de 2008) fue un pianista, presentador de televisión y cómico húngaro.

## Biografía
Se graduó en la Academia de Música Húngara Zeneakadémia en Budapest. Se convirtió en un joven pianista célebre en la década de los 60. Fue ganador del segundo premio del 7º y 8º Festival Mundial de la Juventud y los Estudiantes en Viena 1959 y Helsinki 1962. En 1960, recibió el segundo premio en el XII Concorso Busoni, y seis años más tarde ganó el primer premio en el Concurso Internacional de Pianistas Liszt-Bartók de Budapest (aunque el jurado internacional lo declaró ganador, los organizadores no le otorgaron el primer premio, posiblemente por presión política, y oficialmente recibió el segundo premio al mejor intérprete.) La firma discográfica Hungaroton grabó algunas de sus interpretaciones de Bach y Liszt a finales delos 60 y principios de los 70.
Fue reconocido con el Premio Erkel (Erkel Ferenc-díj por su carrera artística.
A partir de mediados de los 60, comenzó a presentar programas para la sección de música de la televisión húngara. También aceptó trabajos de actuación, sobre todo en la serie de televisión Bors en 1969. En 1971, una enfermedad en sus manos acabó con su carrera musical y se dedicó de lleno a la televisión. Su dominio de idiomas extranjeros le permitió presentar programas de televisión a celebridades destacadas que visitaban Hungría desde el lado occidental del telón de acero. Sus invitados más destacados fueron la actriz de cine italiana Gina Lollobrigida y el violinista estadounidense Yehudi Menuhin.
Su programa de mayor éxito fue el programa cómico de televisión Szeszélyes évszakok que él mismo presentaba en la cadena M1 de 1981 a 2005.
Su autobiografía se publicó en 1990 y se reimprimió en 2002. En 2006 reapareció brevemente en RTL Klub con András Csonka. Sin embargo, le diagnosticaron cáncer y a medida que su enfermedad se extendió, deseó seguir haciendo programas de comedia hasta su muerte. RTL Klub le ofreció presentar su programa Szeszélyes (que en realidad era sólo una copia discreta de su programa original). En su honor, en 2007 una escuela infantil privada de Budapest recibió su nombre.